# Charles-Auguste Levassor de La Touche-Tréville
Charles-Auguste Levassor de La Touche, comte de Tréville, né le 13 décembre 1712 et mort le 22 novembre 1788 à Paris, est un officier de marine français du XVIIIe siècle. Lieutenant-général des armées navales, il est l'oncle paternel de Louis-René-Madeleine de Latouche-Tréville.

## Biographie

### Origines et famille
La famille La Touche-Tréville est originaire de Paris, son nom patronymique était Vassor ou Le Vassor. Elle embarque pour la Martinique et la Guadeloupe en 1640, et prend une part importante à la fondation de ces colonies française des Antilles françaises,. La branche cadette de cette famille, qui prend le nom de Le Vassor de La Touche, rentre en France, et fournira de nombreux et braves marins. Louis XIV récompense les Le Vassor de La Touche en leur octroyant, en 1706, des lettres de noblesse. Un peu plus tard cette branche se divisa elle-même en Le Vassor de La Touche et en Le Vassor de La Touche-Tréville.
Son père, Charles-Lambert Le Vassor de La Touche est né le 11 novembre 1676 au Lamentin. Le 17 août 1700, à l'âge de 24 ans, il épouse à Fort-Royal la fille de Louis Mallerand de la Varenne, commandant pour le roi au Fort-Royal.

### Carrière dans la Marine royale
Il commence sa carrière militaire dans la Marine royale en 1730. Il connaît alors une succession de promotions rapides. Enseigne de vaisseau en 1734, et lieutenant de vaisseau en 1748, avant sa campagne dans l'océan Atlantique de 1756.
Le 11 mars 1756, alors qu'il commande la frégate Le Zéphyr, de 30 canons, et qu'il navigue en compagnie du vaisseau le Prudent, de 74 canons, aux ordres du chevalier d'Aubigny, et la frégate L'Atalante, de 34 canons, commandée par le comte du Chaffaut, il rencontre le vaisseau anglais HMS Warwick, 64 canons,  commandé par Molyneux Shuldham, et participe à la chasse qui lui est donnée et au combat qui est livré près de la Martinique. Le Warwick finit par amener son pavillon et est conduit sur l'île.
D'autres captures moins importantes sont faites par les trois bâtiments français. Alors que l'escadre rentre en France, en convoyant vingt-deux navires marchands, La Touche-Tréville s'empare de trois nouveaux bâtiments anglais, dont un navire corsaire, et délivre un des navires marchands que celui-ci avait fait prisonnier[réf. nécessaire], et revient mouiller avec ses prises à la Martinique.
Latouche-Tréville est promu au grade de capitaine de vaisseau en 1757.

### La bataille des Cardinaux, et l'expédition de soutien à la Martinique

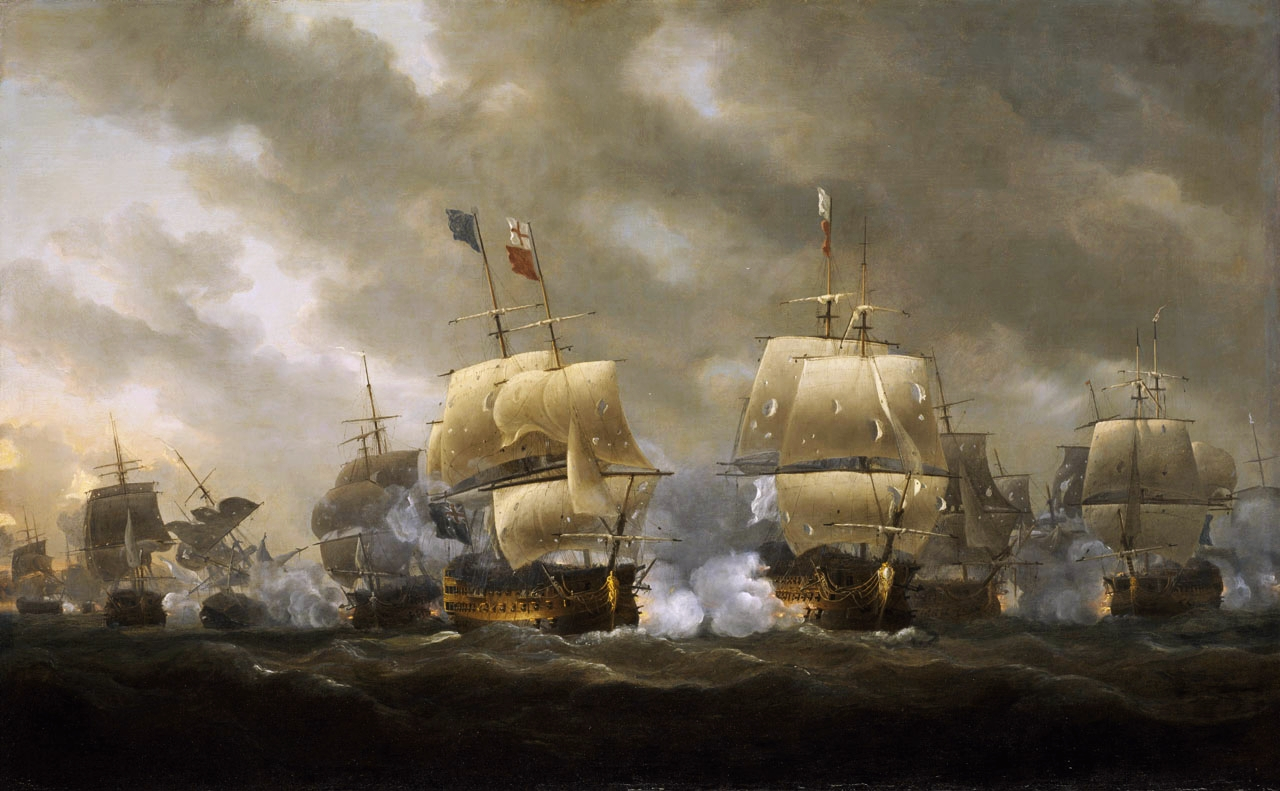
La bataille des Cardinaux, 20 novembre 1759

Devenu capitaine de vaisseau en 1757, il commande le vaisseau le Dragon, 64 canons, qui faisait partie de la flotte du vice-amiral et maréchal de Conflans, lorsque celle-ci est battue par la flotte anglaise, commandés par l'amiral Hawke, à la hauteur de Belle-Isle, le 20 novembre 1759. Le Dragon est l'un des navires rescapés de la bataille. Les Anglais ne tardèrent pas à bloquer tous les ports de France.
Monté sur la prame La Louise, La Touche-Tréville, accompagné de son neveu Louis-René, il bombarde les vaisseaux anglais qui attaquaient l'île d'Aix, à l'embouchure de la Charente, au mois d'octobre 1760. En 1761 et 1762, il commande le vaisseau L'Intrépide, 74 canons, contre les vaisseaux anglais pour les forcer à laisser libre la sortie et l'entrée de la Charente. Il avait lui-même soumis un plan au gouvernement pour obtenir ce résultat. Il proposait de s'ouvrir un passage avec des prames à travers la flotte ennemie, et de conduire l'escadre débloquée de Rochefort à la Martinique qui était alors en danger, et dont son frère Louis-Charles Le Vassor de La Touche était gouverneur. L'escadre arriva trop tard. Le Vassor de La Touche, après s'être longtemps défendu, sans nouvelles de la métropole, avait fini par signer sa capitulation le 14 février 1762.
Une fois le Traité de Paris de 1763 signé et la paix revenue, il est l'un de ceux sur qui le ministère des Choiseul confia la tâche de relever la marine française.

### Guerre d'indépendance des États-Unis
Élevé en 1776 au grade de chef d'escadre, La Touche-Tréville se fait remarquer, pendant la paix, par ses campagnes d'évolutions. La guerre d'indépendance des États-Unis lui donne l'occasion de s'illustrer à nouveau. Monté sur Le Neptune, il s'empare, en compagnie du capitaine de Beausset, qui commandait le Glorieux, d'une frégate-corsaire anglaise nommée Hercule.
Il reçoit, en 1779, le commandement de l'escadre légère des flottes combinées de France et d'Espagne, aux ordres de d'Orvilliers et de Cordova. Alors que son escadre allait en avant de l'armée, elle prend le vaisseau ennemi HMS Junon, 64 canons[réf. nécessaire] et plusieurs autres bâtiments moins considérables.
Promu au grade de lieutenant-général des armées navales le 16 février 1781, il est appelé au commandement de la marine à Rochefort, à la place de son frère Le Vassor de La Touche qui venait de mourir.  Il se retire du service le 6 novembre 1786, titulaire d'une pension de 5 000 livres sur le Trésor royal et d'une autre de 1 000 livres sur le budget des Invalides.
Il décède en 1788.

### Source et bibliographie
- Léon Guérin, Les marins illustres de la France, Belin-Leprieur, 1845, 632 p. (lire en ligne), p. 613-614
- Étienne Taillemite, Dictionnaire des marins français, Paris, Tallandier, coll. « Dictionnaires », octobre 2002, 537 p. [détail de l’édition] (ISBN 978-2847340082)
- Michel Vergé-Franceschi, Les Officiers généraux de la marine royale (1715-1774) : origines, conditions, services, vol. 3, Librairie de l'Inde, 1990, 3469 p. (ISBN 9782905455048)
- Michel Vergé-Franceschi (dir.), Dictionnaire d'histoire maritime, Paris, éditions Robert Laffont, coll. « Bouquins », 2002, 1508 p. (ISBN 2-221-08751-8 et 2-221-09744-0, BNF 38825325)